# کلود آرنو ریونه
کلود آرنو ریونه (انگلیسی: Claude-Arnaud Rivenet؛ زادهٔ ۱۳ دسامبر ۱۹۷۲) بازیکن فوتبال اهل فرانسه است.
از باشگاه‌هایی که در آن بازی کرده‌است می‌توان به باشگاه فوتبال المپیک لیون، باشگاه ورزشی آمیان و باشگاه فوتبال تروا اشاره کرد.